# Reinsdorf (Sachsen)
Reinsdorf ist eine Gemeinde im Landkreis Zwickau in Westsachsen. Sie entstand 1999 aus den heutigen Ortsteilen Reinsdorf, Vielau und Friedrichsgrün.

## Geographie

### Geographische Lage
Die Gemeinde befindet sich am Fuße des Westerzgebirges, östlich von Zwickau. Reinsdorf besteht aus den drei Ortsteilen Reinsdorf, Vielau und Friedrichsgrün.

### Ausdehnung des Gemeindegebiets
Der größte und mit etwa 4685 Einwohnern bevölkerungsreichste Ortsteil ist Reinsdorf. Er liegt nördlich und gliedert sich wiederum in das landwirtschaftlich geprägte Oberdorf und das durch Bergbau beeinflusste Niederdorf sowie die im 19. Jahrhundert entstandene Wilhelmshöhe, eine Siedlung mit etwa 1000 Einwohnern auf einer Anhöhe im Südwesten des Ortsteiles.
Der Ortsteil Reinsdorf verläuft langgestreckt von West nach Ost im Tal des Dorfbaches. Im Westen öffnet sich das Tal zur Zwickauer Mulde. In östlicher und südlicher Richtung steigt das Profil sanft an, um im Süden wieder zum Tal des Vielauer Baches hin abzufallen. Nördlich erhebt sich der langgestreckte Rücken des Reinsdorfer Bergs bis auf 400 m über NN. Von hier aus sind bei guter Sicht die Gipfel des mittleren und westlichen Erzgebirges zu erkennen. Der Blick reicht vom auf der tschechischen Seite des Erzgebirges gelegenen Keilberg bis nach Thüringen und ins Leipziger Land.
Das Landschaftsbild wird durch landwirtschaftliche Nutzung geprägt. Im Westteil des Ortsteiles Reinsdorf sind die bewaldeten Halden des eingestellten Steinkohlebergbaues unübersehbar.
Die Ortsteile Vielau und Friedrichsgrün schließen sich im Süden an. Vielau hat etwa 3.200 Einwohner und liegt im Tal des Vielauer Baches, der bei Wilkau-Haßlau in die Zwickauer Mulde mündet. An dieser Stelle befindet sich der „Bogenstein“, ein steiler Fels am Muldenufer und Ausläufer des Erzgebirges. Das Landschaftsbild wird ebenfalls durch die landwirtschaftliche Nutzung geprägt. Im Westen bildet der Vielauer Wald die Grenze zu den benachbarten Städten Wilkau-Haßlau und Zwickau.
Friedrichsgrün liegt auf einer Anhöhe im Südosten der Gesamtgemeinde und schließt sich an den Ortsteil Vielau an. Hier leben etwa 1.000 Einwohner. Das Gebiet von Friedrichsgrün ist mit etwa 1 km² das kleinste der drei Ortsteile und entsprechend dicht besiedelt.

### Nachbargemeinden
| Stadt Zwickau       |                                             | Gemeinde Mülsen  |
|                     | Kompassrose, die auf Nachbargemeinden zeigt |                  |
| Stadt Wilkau-Haßlau |                                             | Stadt Wildenfels |

## Geschichte

### Ortsteil Reinsdorf
Die ältesten Zeugen einer Siedlungstätigkeit im Tal des Reinsdorfer Baches sind Überreste einer frühdeutschen Wallanlage. Dieser so genannte „Wohl zu Reinsdorf“ befindet sich am heutigen Pfarrhaus, war seinerzeit von einem Wassergraben umgeben und diente wahrscheinlich dem Schutze der Einwohner und deren Habe.
Der Name Reinsdorf geht zurück auf den Wildenfelser Lehnsträger Heinrich von Rybinsdorff. Er wird in alten Urkunden zwischen 1225 und 1260 mehrfach erwähnt. Historische Dokumente nennen 1254 als Gründungsjahr des Ortes Rybinsdorff. Im Laufe der Zeit wandelte sich dieser Name zum heutigen Reinsdorf. Als Siedler zogen Hessen, Franken und böhmische Landleute in die Wildnis, rodeten Wälder, schufen Ackerland, bauten Unterkünfte für sich und ihr Vieh und errichteten die 1345 urkundlich erwähnte erste Kirche, von der jedoch fast nichts mehr erhalten ist. Der Ort wurde als typisches Waldhufendorf angelegt. Prägend sind die wehrhaften Vierseithöfe, die im Oberdorf auch heute gut erhaltenen sind. Das Wappen zeigt einen Bienenkorb mit 43 Bienen. Diese symbolisieren die 43 Reinsdorfer Güter Wildenfelser Anteils, sollen aber auch auf Fleiß und Wohlstand der Reinsdorfer Bauern hinweisen.

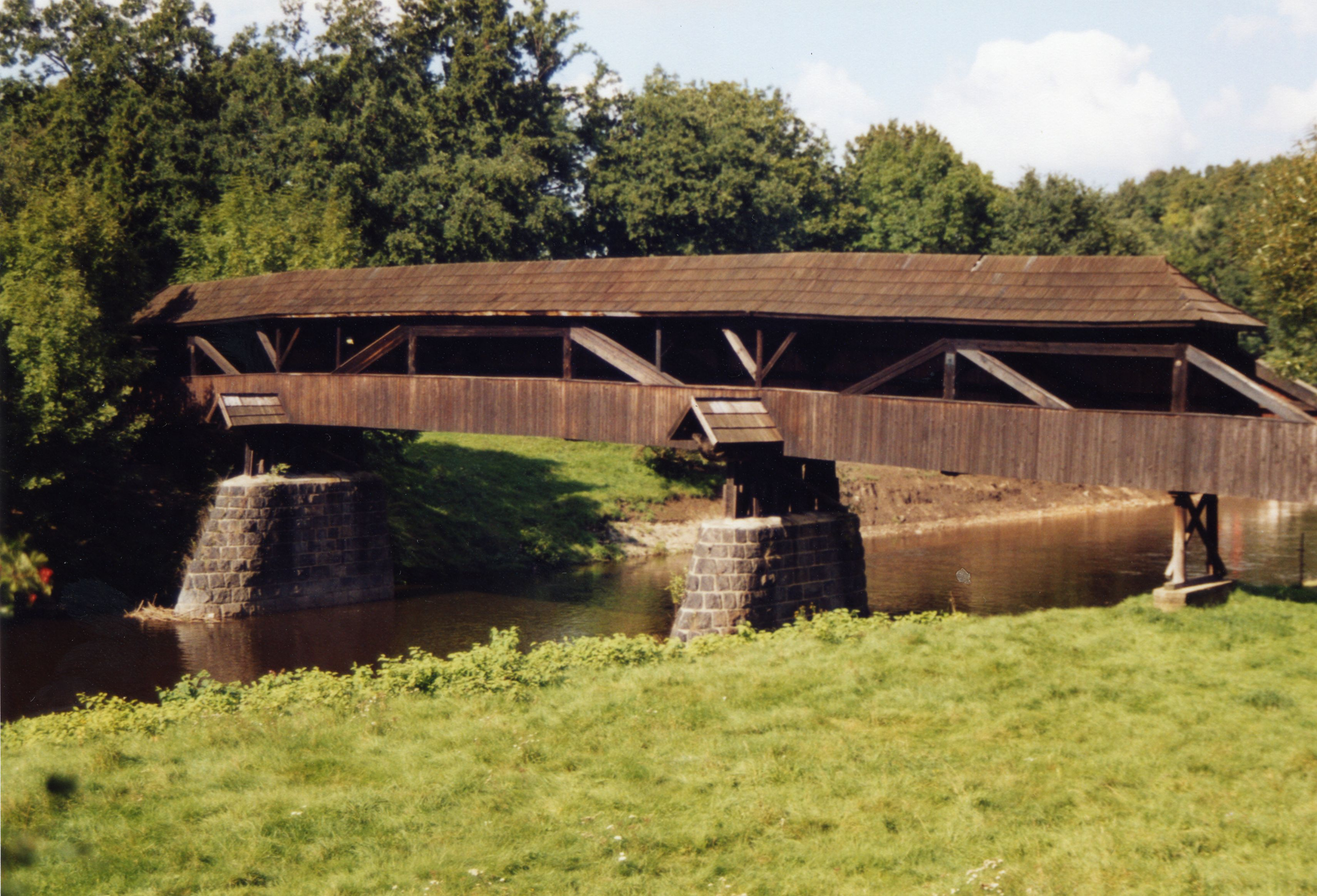
Der Röhrensteg

Die Reinsdorfer Besitzung der Herrschaft Wildenfels erstreckte sich über 1 ¼ Wegstunden (etwa 7 km) den Bach entlang, von der Höhe am Einsiedel (Gasthof) bis zu den Stadtgütern Zwickaus.
Die Stadt an der Mulde wurde lange Zeit mit Trinkwasser aus dem Reinsdorfer Talgrund versorgt. Die hölzernen Röhren führten das Wasser über eine bis heute erhaltene Brücke, den „Röhrensteg“, in die Stadt.
1525 zogen Reinsdorfer Bauern im Bauernkrieg zusammen mit anderen gegen das Hartensteiner Schloss, belagerten es, unterlagen aber einige Wochen später. 1529 hielt die Reformation Einzug. Unter dem Dreißigjährigen Krieg litt Reinsdorf schwer. Von 1632 an zogen Truppen verschiedener Heerführer immer wieder mordend, plündernd und brennend durch den Ort, so „dass man nicht mal mehr ein Vieh schreihen hörte“.
Während der napoleonischen Befreiungskriege fand am 29. Mai 1813 auf Reinsdorf-Pöhlauer Flur ein Überfall des preußischen Rittmeisters Colomb auf ein überlegenes französisches Regiment statt. Mit 82 Mann nahm er einen ganzen französischen Artilleriepark mit 6 Offizieren, 116 Mann Reiterei, 80 Mann Infanterie und mehreren hundert Troßsoldaten ein. Das einzige Opfer wurde auf dem Reinsdorfer Friedhof beigesetzt. Der „Colombstein“ an der B 173 erinnert heute an dieses Ereignis.
Der Ort besaß über Jahrhunderte landwirtschaftlichen Charakter mit unverändert etwa 700 Einwohnern, deren Anzahl sich jedoch von 1810 bis 1900 auf 7.300 mehr als verzehnfachte. Wichtigste Ursache für diesen Zuwachs war der Aufschwung des Steinkohlebergbaus. Während im Oberdorf, östlich der Kirche, nach wie vor die Landwirtschaft dominierte, veränderte der Bergbau mit der folgenden Industrialisierung im westlichen Teil des Ortes Landschaft und Bevölkerungsstruktur. Durch die notwendige Schaffung von Wohnraum entstand der Ortsteil „Wilhelmshöhe“ und das Niederdorf wandelt sich zum Arbeiterwohngebiet.
Der Kohlenabbau, der seit dem 14. Jahrhundert in Zwickau und Umgebung betrieben wurde, begann auf Reinsdorfer Flur im Gebiet der Standesherrschaft Wildenfels um das Jahr 1540. Nach nur vereinzelten Grabungen und Schürfungen im 17. Jahrhundert wurde die Steinkohle im 18. Jahrhundert ein begehrter Brennstoff, da sich die Wälder erschöpften und die Holzpreise stiegen. Die mit Feuer arbeitende Industrie nutzte immer mehr die Steinkohle als Brennstoff. Den eigentlichen Wert der Steinkohle zu erkennen, blieb jedoch erst dem 19. Jahrhundert, dem Jahrhundert des Dampfes, vorbehalten. Anfang des 19. Jahrhunderts begannen verschiedene Gutsbesitzer in Reinsdorf wieder mit der Suche nach Steinkohle und teuften Schächte bis etwa 24 m Tiefe. Bekannt ist, dass um 1805 auf Reinsdorfer Flur mindestens sieben Schächte mit Teufen von 8 bis 24 m und unterschiedlichem Erfolg aufgefahren wurden. Ab 1820 wurden die „Kohlenbauern“ in Reinsdorf immer erfolgreicher und ernsthafte Konkurrenten für die Besitzer der Kohlenschächte auf Oberhohndorfer und Zwickauer Flur. Die Reinsdorfer hielten sich nicht mehr an die im Land Sachsen geltende Kohlenordnung. Der Widerstand der Reinsdorfer Bauern führte am 21. November 1823 zu deren Aufhebung.
Mit der Aufhebung der Kohlenordnung, der Einführung der Dampfkraft Ende der 1820er Jahre und der Koksherstellung 1830 nahm der Bergbau eine lebhafte Entwicklung. Gleichzeitig erhöhten sich die Kosten für Tiefbauanlagen, die vielfach von einzelnen Grundbesitzern allein nicht mehr aufzubringen waren. Viele entschlossen sich zur Feldzusammenlegung und Beschaffung von Fremdkapital. Dies führt zur Gründung einer Vielzahl von Steinkohlenbau-Vereinen.
Das für Reinsdorf wirtschaftlich und sozialpolitisch bedeutendste Unternehmen war das Steinkohlenwerk Morgenstern, das im Jahr 1867 als Familienunternehmen Sarfert & Wiede gegründet wurde. Sein 107,49 Hektar großes Grubenfeld erstreckte sich bei einer Breite von 500 Metern in 2,6 Kilometer Länge von Süd nach Nord quer über die ganze Reinsdorfer Flur von der Vielauer bis zur Pöhlauer Flurgrenze.
Am 25. April 1889 wurde die bestehende Gesellschaftsform in eine Gewerkschaft umgewandelt. Teufen von mehr als 1.000 m wurden erreicht. Bis zur Einstellung des Steinkohlenbergbaus im Zwickau-Oelsnitzer Raum 1978 zählte man im Ort mehr als 30 Schachtanlagen. Der verbliebene Förderturm und weitere Anlagen des Schachtes II der Gewerkschaft Morgenstern sind heute ein Heimat- und Bergbaumuseum.
1870/71 nahmen Reinsdorfer Soldaten am Deutsch-Französischen Krieg teil, den vier Toten wurde am Sedanstag 1895 am Pfarrgut ein Obelisk gewidmet. 1929 kam ein Denkmal für die über 200 Gefallenen des Ersten Weltkrieges hinzu und 1997 die Eintragung der über 400 Gefallenen des Zweiten Weltkrieges.

1891 wurde die dritte, die St.-Jacobus-Kirche geweiht. Vorbild war die St.-Nicolai-Kirche in Aue. Die Reinsdorfer Kirche ist die höchste des früheren Landkreises Zwickau und spiegelt den damaligen Wohlstand der „Kohlenbauern“ im Ort wider.
1923 sollte Reinsdorf nach Zwickau eingemeindet werden. Dies scheiterte jedoch am energischen Widerstand der Bürger.
Am 21. März 1945 erlebte Reinsdorf einen nächtlichen US-amerikanischen Luftangriff mit 1.000 Brandbomben. Am 17. April 1945 wurde Reinsdorf von Einheiten der US-Armee besetzt, die im Juli von der Roten Armee abgelöst wurden. Der Ort entwickelte sich in den folgenden Jahren des sozialistischen Aufbaus und beging 1954 seine 700-Jahr-Feier. Im gleichen Jahr verwüstete eine Hochwasserkatastrophe die Region.
Ab 1989 nahm der Ort eine dynamische Entwicklung. Die gesamte Infrastruktur wurde modernisiert und ausgebaut, Wohn- und Gewerbegebiete entstanden und das Vereinsleben erlebte einen Aufschwung. Mit Wirkung vom 1. Januar 1999 wurde Reinsdorf per Gesetz mit den benachbarten Orten Vielau und Friedrichsgrün vereinigt.

### Ortsteil Vielau
Gegründet wurde der Ort, wie auch einige der Nachbargemeinden gegen Ende des 12. Jahrhunderts, die urkundliche Ersterwähnung erfolgte im Jahr 1238. 
Besiedelt wurde das Gebiet um Zwickau schon vor 1238 von Slawen. Nach der Eroberung der Gebiete östlich von Elbe und Saale durch deutsche Feudalherren wurde von ihnen hessische, thüringische und fränkische Bauern ins Land gerufen, um das hier vorhandene riesige Waldgebiet zu roden und neue Siedlungen anzulegen. So entstand Vielau als zweiseitiges Reihendorf mit Waldhufenflur. Die Arbeitsleistung der ersten Siedlerfamilien war eine Kulturtat ersten Ranges, denn es wurde in großem Umfang Siedlungs- und Ackerland geschaffen, welches der Grundstein für die weitere Entwicklung in dieser Region war.
In die Zeit unmittelbar nach der Ortsgründung fällt die Anlage zweier Fluchtburgen. Reste der einen Fluchtburg sind in Gestalt des „Wohl“ im Gelände des früheren Hammelhofes (heute Ortsteil Friedrichsgrün) vorhanden. Der Hammelhof war als „Oberes Vorwerk“ des Vielauer Rittergutes schon sehr früh angelegt worden. Später entstand noch der „Jägerhof“ als „Niederes Vorwerk“, der sich jetzt in Wilkau-Haßlau unterhalb der Haßlauer Kirche befindet. In der unmittelbaren Nähe wurde an der Mulde die Mahlmühle errichtet.
Weiterhin wurde Vielau auch von der zunehmenden Industrialisierung und den Steinkohlenbergbau in der Nachbargemeinde Reinsdorf und im Zwickauer Gebiet beeinflusst. So stieg auch die Einwohnerzahl auf 4.409 im Jahr 1900 an. Anfang der 30er Jahre wurden dann mit der Übertunnelung des Dorfbaches und den Pflasterarbeiten für die Dorfstraße begonnen. Des Weiteren wurden Bergarbeitersiedlungen errichtet.
Die Wappenbeschreibung lautet: „In Silber mit Schildfuß zwischen zwei grünen Bergen eine oben von drei schwarzen Vögeln begleitete grüne Eiche mit schwarzem Stamm; Schildfuß gespalten, vorn in Silber zwei schräggekreuzte schwarze Berghämmer, hinten in Silber schräggekreuzt ein schwarzer Rechen und eine schwarze Sense.“

### Ortsteil Friedrichsgrün

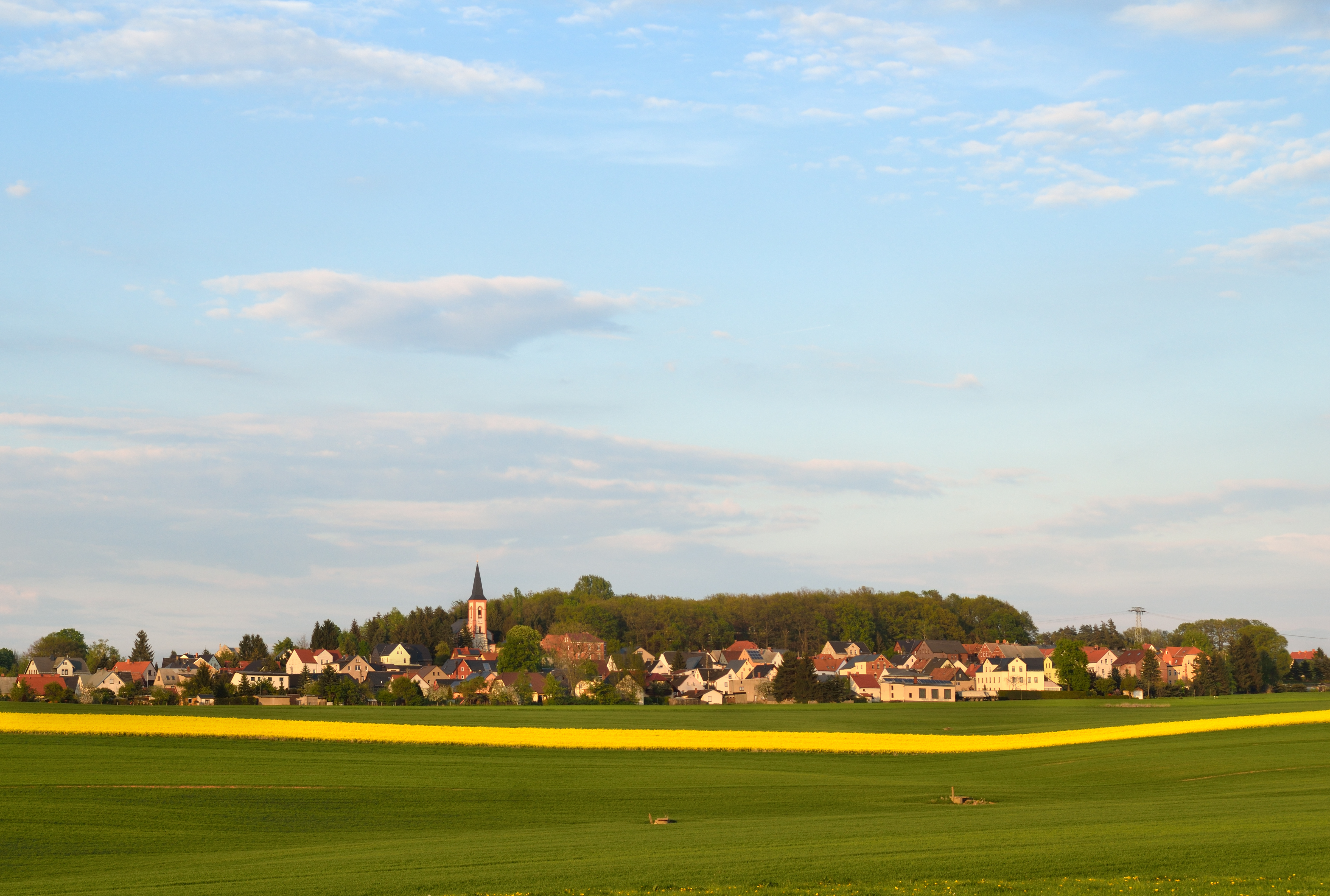
Friedrichsgrün, Blick aus Richtung Westen

Friedrichsgrün wurde erst im Jahre 1755 gegründet. Der Ort entstand auf dem zur Herrschaft Wildenfels gehörenden Teil der Markung Vielau. Zu dieser Zeit führte Albertine Charlotte von Bylandt-Palsterkamp, die verwitwete Mutter von Friedrich Magnus I. Graf zu Solms-Wildenfels die Amtsgeschäfte für ihren minderjährigen Sohn. Sie initiierte vermutlich die Ortsgründung und dessen Namensgebung. Keimzelle des Örtchens war der gräflich Solmssche „Hammelhof“. Dieses noch heute bestehende Vorwerk ist jedoch wesentlich älter. Es entstand aus einer frühdeutschen Wallanlage, die während der Landnahme durch germanische Siedler erbaut wurde. Der Wassergraben sowie die zentrale Erhebung, auf der sich die befestigte Anlage befand, sind heute noch gut erkennbar und wurden zum Bodendenkmal erklärt. Am 3. April 1835 brannte der Hammelhof ab. Der Ort war ein Weberdorf, die Bewohner verfügten kaum über eigenes Land.
Blasonierung des Ortswappens: In Blau auf schwarzem Dreiberg, worin sich schräggekreuzt goldene Schlägel und Eisen befinden, ein goldener Löwe.
Das Ortswappen zeigt den Solms'schen Löwen. Die Farbe Blau steht für die Grafschaft Solms-Wildenfels. Schlägel und Eisen weisen auf den früheren Bergbau hin.

### Religionen
Zur Kirchgemeinde Reinsdorf gehörte von alters her Pöhlau. Friedrichsgrün und Vielau bildeten seit der Gründung ihrer Orte eigene Kirchgemeinden.
Am weitesten verbreitet sind heute christliche Konfessionen lutherischer Bekenntnisse. Die drei bestehenden lutherischen Kirchgemeinden gehören zum Kirchenbezirk Zwickau der sächsischen Landeskirche. Die methodistische Erlöserkirche bildet zusammen mit Mülsen einen Pfarrbezirk innerhalb des Kirchenbezirks Zwickau der Evangelisch-methodistischen Kirche in Deutschland. In der Zeit nach dem Zweiten Weltkrieg blieben auch in Reinsdorf und Umgebung zahlreiche Flüchtlinge und Heimatvertriebene aus den früheren deutschen Ostgebieten, besonders aus Schlesien, die römisch-katholischen Glaubens waren, so dass sogar der Bau eines eigenen Kirchgebäudes angedacht war. Erstmals seit der Reformation wurden wieder römisch-katholische Gottesdienste in Reinsdorf in Gemeindehaus bzw. Luthersaal der ev. St.-Jakobus-Kirchgemeinde abgehalten, zuletzt im zweiwöchentlichen Rhythmus. Die Außenstelle gehörte zur katholischen Gemeinde St. Johann Nepomuk in Zwickau und wurde 1991 geschlossen. Ökumenischer Höhepunkt der Gemeinden war über Jahre ein gemeinsamer Gottesdienst in der Adventszeit.

#### Evangelisch-lutherische St.-Jakobus-Kirchgemeinde Reinsdorf
Die Kirche stand von Anfang an im Zentrum der neu gegründeten Siedlung. 1345 wird erstmals ein Pfarrer Heinrich zu Ribbensdorff und eine Kirche erwähnt, die statt eines Turmes einen Dachreiter hatte. Ihr Schlussstein, ein Männerkopf mit Laubwerk, blieb bis heute erhalten und befindet sich an der Südseite des jetzigen Kirchturmes. Die erste Kirche erhielt 1466 zwei Glocken, 1510 einen Altar des aus Eger stammenden Bildschnitzers Michael Heuffner, der auch in Zwickau wirkte und dessen Schaffen der Nürnberger Schule zugerechnet wird. Die vier aus Lindenholz geschnitzten Altarfiguren (Johannes, Jakobus, Urban und Schmerzensmutter mit Maria Magdalena) waren ursprünglich bemalt und vergoldet. Sie wurden 1890 dem Zwickauer Altertumsverein übergeben und stehen heute im Städtischen Museum Zwickau. Um 1620 erhielt die Kirche eine Kanzel, die auch in der späteren zweiten Kirche Verwendung fand. Ebenso ist ein vergoldeter silberner Kelch aus dem Jahre 1657 erhalten.
1529 hielt die Reformation Einzug in Reinsdorf. Seit etwa 1590 ist eine Pfarramtskanzlei nachweisbar, die ältesten Kirchenbuchaufzeichnungen reichen bis etwa 1610 zurück, denn zahlreiche Kirchenbücher wurden im Dreißigjährigen Krieg vernichtet. Dieser setzte der Kirche arg zu. Im August 1633 wurde der Pfarrer Theodor Matthesius von kaiserlichen Soldaten erschossen, der Diakon Johannes Francke starb am Ende des gleichen Jahres. Von 1638 bis 1641 fand wegen der Kriegswirren keine einzige Trauung statt, in einer Chronik ist zu lesen: „war lauter Krieg […] nicht mehr ein Vieh habe man an diesem Ort schreien hören.“
In Reinsdorf mussten von 1602 bis 1789 alle Bewerber für das Amt des Diakons einen Nachweis ihrer Wort- und Schriftkenntnisse erbringen. Gefordert wurde jeweils die Ausfertigung der „Kirchfärt Reinsdorf und Poehlau in ihrer Lehnschaft“. Bis 1838 erstellte der amtierende Pfarrer einen Nachtrag. Aufgezeichnet ist in diesem Schriftstück für jedes Gut und davon abgetrennte Grundstück die Höhe des Zehnts, der bis zu den Ablösegesetzen von den Gutsbesitzern an die Reinsdorfer Geistlichen in Naturalform abgeführt werden musste.
Die erste Kirche war auch durch den Krieg baufällig geworden. 1691 begann man sie abzutragen, am 19. Juli 1693 wurde die zweite, eine Saalkirche, die ihren Turm im Osten hatte, eingeweiht. Der Altar befand sich wohl am oder im Turm und war mit einfachen Gemälden versehen, über ihm die Orgel und eine gebogene Sängerbühne. Das Kirchenschiff versah man mit einer hölzernen Felderdecke, an den Emporenbrüstungen befanden sich Darstellungen vom Leben Jesu zwischen Geburt und Himmelfahrt. Dazwischen standen die Figuren vom Altar der ersten Kirche. 1780 wurde ein Taufstein aus Wildenfelser Marmor installiert. Am 28. Juni 1783 schlug der Blitz innerhalb von fünf Minuten zweimal in die Kirche ein und beschädigte die Orgel sehr.
Ende des 19. Jahrhunderts war auch diese Kirche baufällig und zudem für die durch die Industrialisierung gewachsene Bevölkerung zu klein. Den Neubau entwarf der Leipziger Architekt Oskar Mothes, ausgeführt wurden die Bauarbeiten durch den Reinsdorfer Baumeister Wilhelm Junghans, die Zimmerarbeiten durch den Reinsdorfer Bauunternehmer Erich Haupt und den Zwickauer Lieske durch. Die zweite Kirche wurde Schritt für Schritt abgetragen, so dass während des Baus in ihr noch Gottesdienste gefeiert wurden, zuletzt am 21. Juni 1891. Am 26. Oktober 1891 wurde die heutige Kirche geweiht. Bedauerlicherweise stürzte bei den Turmbauarbeiten ein Dachdecker ab und verunglückte tödlich.
Die dritte Reinsdorfer Kirche wurde im neugotischen Stil als Ziegelrohbau mit Agaer Verblendsteinen in roter Farbe erbaut, das Kirchenschiff ist kreuzförmig. Der Turm der vorhergehenden Kirche blieb erhalten, wurde erhöht und mit Strebepfeilern versehen. Obenauf wurde ein vergoldeter Engel gesetzt. Emporen und Gewölbe werden von gusseisernen Säulen getragen, die in der Cainsdorfer Königin Marienhütte hergestellt wurden. Südlich des Chorraumes befindet sich die Sakristei, nördlich die Taufkapelle. Über dem Sandsteinaltar befindet sich ein hölzerner Aufbau mit fünf lebensgroßen Figuren aus einer Münchener Holzbildhauerkunstanstalt: Links und rechts zwei Evangelisten, in der Mitte Christus als Weltenkönig. An der Kanzel sind Petrus (mit dem Schlüssel), Paulus (mit dem Schwert), Martin Luther und Philipp Melanchthon dargestellt. Ursprünglich stand eine Orgel von E. Müller aus Werdau in der Kirche, 1910 wurde sie von Jehmlich Orgelbau Dresden umgebaut und hat nun zwei Manuale, ein Pedal, 18 Register und viele Nebenstimmen. Das Gestühl aus Eiche hat 950 Sitzplätze.
Die Kirchenfenster über den Emporen wurden von 1907 bis 1909 von der Firma Türke & Co. aus Zittau bemalt, 1933/1934 das Turmdach in Kupfer eingedeckt. 1956 wurden neue Glocken geweiht, 1965/1966 fand eine Kirchenrenovierung statt. Unter Leitung des Bärenwalder Malermeisters Siegfried Tröger wurde von 1974 bis 1976 der Innenraum renoviert. Seit der Wende fanden und finden immer noch aufwändige Renovierungs- und Erneuerungsarbeiten statt.
Unweit der Kirche befindet sich das heutige Pfarrgut. Dies war ursprünglich ein vierseitiger Wirtschaftshof für die Versorgung des Pfarrers; in den 1930er Jahren wurden drei Seiten abgebrochen. Das belassene Gebäude wird seither für Gemeindeaktivitäten genutzt. 1997 wurde es zusammen mit dem vorliegenden Platz umfassend saniert, im oberen Teil des Hauses befinden sich Wohnungen, die von der Kirchgemeinde vermietet werden. Westlich davon steht das 1892 villenartige Pfarramt mit Kanzlei und Pfarrwohnung. Der Friedhof erstreckt sich nördlich der Kirche, daran schließt sich der Pfarrwald, die „Klinge“ an.
Die Kirchgemeinde besteht aus etwa 1100 Mitgliedern. Es existieren verschiedene Gemeindekreise, darunter der 1888 gegründete Kirchenchor, der auch schon an verschiedenen CD-Produktionen mitgewirkt hat. Andere sind der Junge-Erwachsenen-Kreis Hoffnungsfunke, Gymnastikabende für ältere und jüngere Frauen, ein Posaunenchor, Flötenkreis, Seniorenkreis, Frauen und Mütterdienst, Männerwerk, Gesprächskreis, Junge Gemeinde, Konfirmandenunterricht, Christenlehre, Vorschulkreis und ein Mutter-Kind-Kreis. Meistens findet neben dem sonntäglichen Gottesdienst auch ein Kindergottesdienst statt und es trifft sich die Landeskirchliche Gemeinschaft.

#### Evangelisch-methodistische Erlöserkirche Reinsdorf
1891 entstand die Reinsdorfer Evangelisch-methodistische Kirchgemeinde, die ersten Gottesdienste wurden in Privatwohnungen abgehalten, das heutige Gemeindehaus wurde 1907 erworben. Reinsdorf wurde 1914 ein eigener Gemeindebezirk, hierzu gehörten Mülsen und Oberhohndorf. Seit 2005 gehört zu dem Gemeindebezirk Reinsdorf, Mülsen und Crossen. Die Erlöserkirche wurde 1927 vom Kirchenbaumeister Paulus Zeuner gebaut und eingeweiht.

### Einwohnerentwicklung
| 1998: 8978 | 2003: 8872 | 2012: 7866 |
| 1999: 8976 | 2004: 8800 | 2013: 7754 |
| 2000: 8915 | 2005: 8649 | 2018: 7442 |
| 2001: 8893 | 2007: 8430 | 2019: 7398 |
| 2002: 8833 | 2008: 8294 |            |

Datenquelle: Statistisches Landesamt Sachsen

## Politik
In den 1990er-Jahren gab es im Zuge der Gemeindegebietsreform im Freistaat Sachsen Bestrebungen, Reinsdorf nach Zwickau einzugemeinden. Dieser Plan scheiterte letztendlich und es kam 1999 zum Zusammenschluss der Orte Friedrichsgrün, Reinsdorf und Vielau zur Einheitsgemeinde Reinsdorf.
- SPD: 1
- FW: 10
- CDU: 4
- AfD: 2

Die AfD kann einen Sitz nicht besetzen. Der Gemeinderat verkleinert sich entsprechend.

### Gemeinderat
Seit der Gemeinderatswahl am 9. Juni 2024 verteilen sich die 17 Sitze des Gemeinderates folgendermaßen auf die einzelnen Gruppierungen:
- Freie Wählervereinigung Vielau, Friedrichsgrün und Reinsdorf: 10 Sitze
- CDU: 4 Sitze
- AfD: 2 Sitze
- SPD: 1 Sitz

| Liste                                                        | 2024   | 2024   | 2019   | 2019   | 2014   | 2014   |
| Liste                                                        | Sitze  | in %   | Sitze  | in %   | Sitze  | in %   |
| ------------------------------------------------------------ | ------ | ------ | ------ | ------ | ------ | ------ |
| Freie Wählervereinigung Vielau, Friedrichsgrün und Reinsdorf | 10     | 51,6   | 9      | 45,1   | 7      | 36,1   |
| CDU                                                          | 4      | 21,5   | 4      | 24,3   | 7      | 36,1   |
| AfD                                                          | 2      | 20,5   | 2      | 12,9   | –      | –      |
| SPD                                                          | 1      | 6,4    | 1      | 5,9    | 1      | 5,2    |
| Linke                                                        | –      | –      | 2      | 11,8   | 2      | 14,1   |
| Grüne                                                        | –      | –      | –      | –      | 1      | 5,3    |
| FDP                                                          | –      | –      | –      | –      | –      | 3,2    |
| Wahlbeteiligung                                              | 73,4 % | 73,4 % | 63,3 % | 63,3 % | 51,4 % | 51,4 % |

### Bürgermeister
Bürgermeister ist seit 1999 Steffen Ludwig. Der parteilose Politiker war bereits vor dem Zusammenschluss mit den Ortsteilen Vielau und Friedrichsgrün seit 1985 Bürgermeister von Reinsdorf. Er feierte im Jahre 2020 sein 35-jähriges Amtsjubiläum, was ihm im Volksmund die Bezeichnung „König Ludwig“ einbrachte. Er wurde zuletzt am 15. März 2020 mit 97,8 % im Amt wiedergewählt.
|      | Bürgermeister  | Vorschlag | Wahlergebnis (in %) |
| ---- | -------------- | --------- | ------------------- |
| 2020 | Steffen Ludwig | Ludwig    | 97,8                |
| 2013 | Steffen Ludwig | Ludwig    | 98,6                |
| 2006 | Steffen Ludwig | Ludwig    | 74,7                |

### Ortspartnerschaften
- Pliezhausen, Baden-Württemberg
- Ketsch, Baden-Württemberg
- Münster, Hessen
- Höchstädt an der Donau, Bayern
- Benátky nad Jizerou, Tschechien

Daneben bestehen Schulpartnerschaften mit
- Cockermouth, Lake District, Großbritannien
- Marvejols, Frankreich

## Kultur und Sehenswürdigkeiten

### Museen

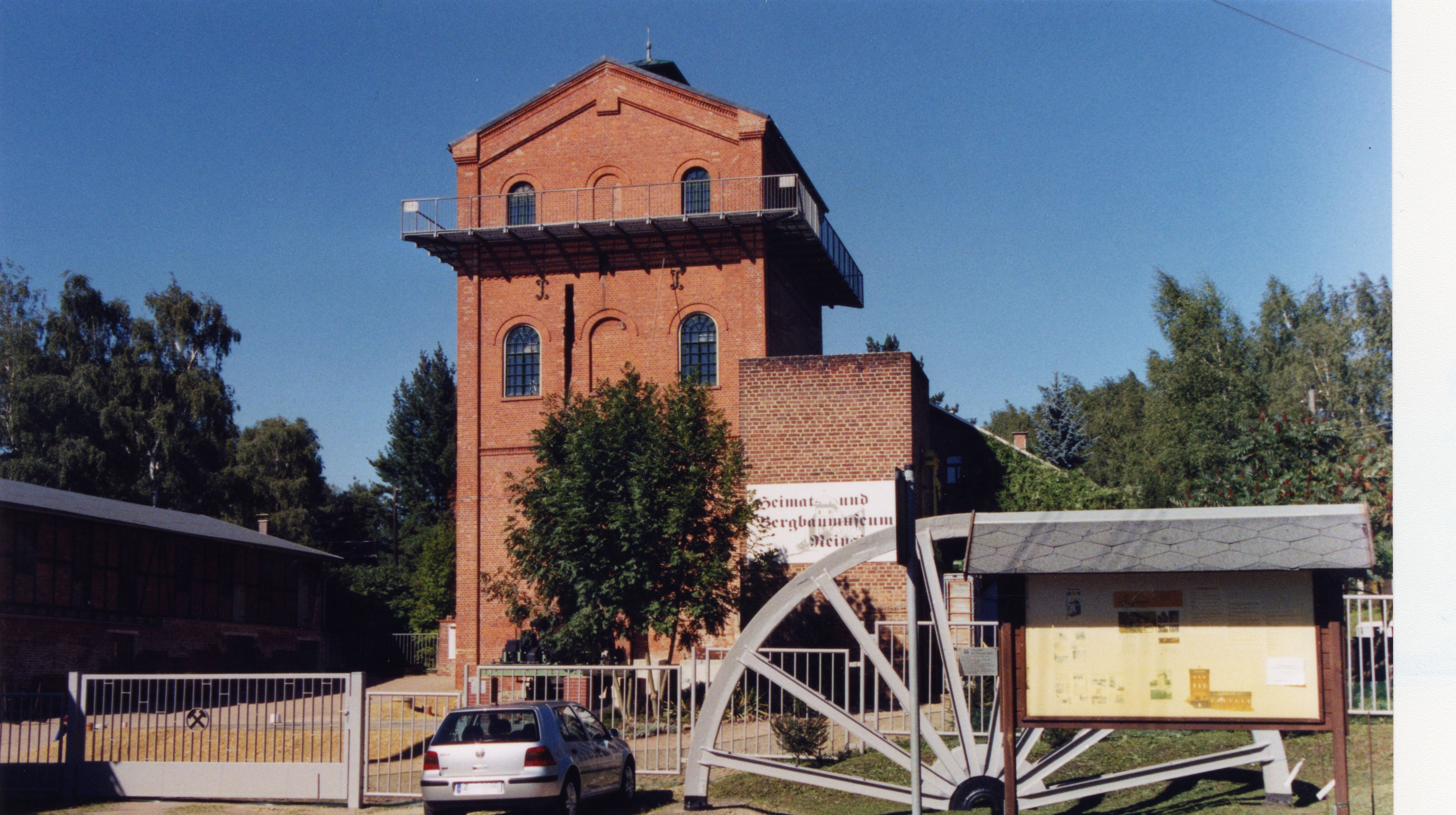
Heimat- und Bergbaumuseum

- Heimat- und Bergbaumuseum im ehemaligen Morgensternschacht II, Reinsdorf
- Historische Brauerei Vielau[10]
- Bürgerbegegnungsstätte Herrenhaus Vielau
- Bürgerbegegnungsstätte „Haus der Entdecker“ Friedrichsgrün
- Informationspunkt zum Bergbau in Reinsdorf mit Aussichtsplattform an der Hüttenstraße

### Bauwerke

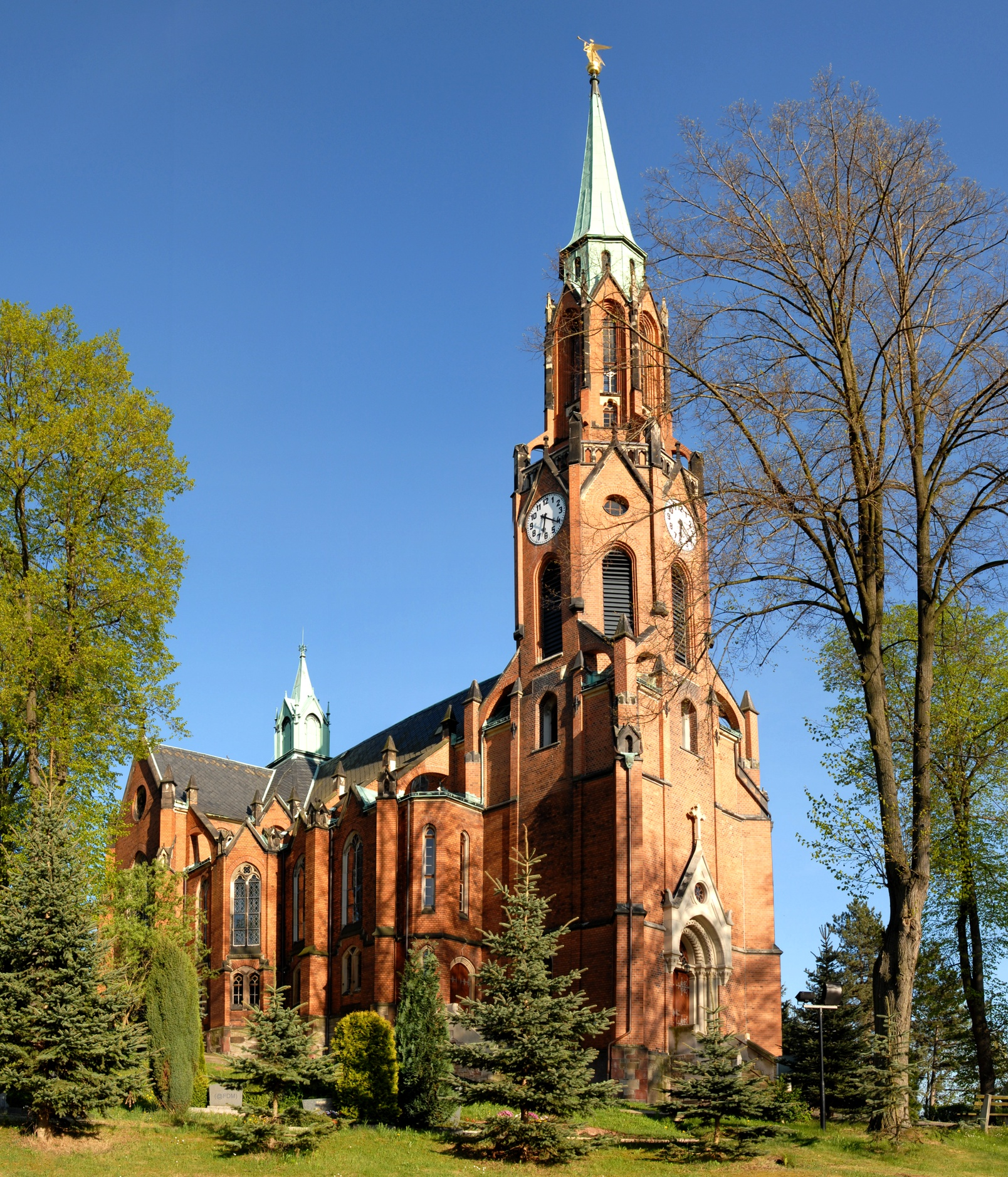
Die St.-Jakobus-Kirche

- St.-Jakobus-Kirche im Ortsteil Reinsdorf, 1889–1891 nach Entwurf von Oskar Mothes im neugotischen Baustil erbaut (vgl. Abschnitt Religionsgeschichte), sowie die freigelegten Fundamente des Vorgängerbaues
- Peter- und Paul-Kirche in Vielau, Altar von Peter Breuer[11]
- Kirche Friedrichsgrün
- Methodistische Erlöserkirche Reinsdorf (1927 von Kirchenbaumeister Paulus Zeuner erbaut)
- Denkmale für die Gefallenen des Deutsch-Französischen Krieges und der Weltkriege
- Rittergut Reinsdorf: Bei dem im Volksmund „Rittergut“ genannten Gebäudekomplex handelte es sich um das villenartig ausgebaute Gut eines früheren Schachtbesitzers. Dieser ließ auch das „Ebertschlösschen“ am Muldenufer in Zwickau erbauen. Vom Gebäudekomplex ist noch das Wohnhaus sowie zwei Scheunen erhalten.
- Rittergutsbrauerei und Herrenhaus Vielau
- zahlreiche gut erhaltene und restaurierte Vierseithöfe
- Brücke der A 72 über das Tal der Zwickauer Mulde bei Vielau: Die Brücke ist 65 m hoch und 671 m lang. Sie wurde 1938/1939 erbaut und war bis in die 1990er Jahre die größte Autobahnbrücke Sachsens.

### Parks
- Parkanlage mit Parkeisenbahn in Friedrichsgrün

### Naturdenkmäler
- Im Ort befindet sich ein als Naturdenkmal ausgewiesenes Vorkommen der Braunroten Stendelwurz, einer Orchideenart.
- Friedenseiche

- Siehe auch: Liste der Naturdenkmale in Reinsdorf (Sachsen)

### Vereine und Sport
Seit Mitte des 19. Jahrhunderts treffen sich Gleichgesinnte, um nach Feierabend ihren Interessen nachzugehen. Den Anfang machte 1839 der Reinsdorfer Leseverein mit einer eigenen Bibliothek.
Heute sind in Reinsdorf 37 Vereine ansässig. Um die Arbeit der Vereine zu unterstützen, wurde das ehemalige Schulgebäude III zum Vereinshaus umgebaut. Jeder der drei Ortsteile verfügt über eine Freiwillige Feuerwehr. Die Freiwilligen Feuerwehren Friedrichsgrün, Reinsdorf und Vielau sorgen für den Brandschutz und die allgemeine Hilfe.
Im Ort gibt es mehrere Sport- und Hartplätze, einen Allwettersportplatz, einen Tennisplatz und Sporthallen.

### Regelmäßige Veranstaltungen
- Friedrichsgrüner Parkfest
- Weihnachtsmarkt Reinsdorf
- Herrenhausfest Vielau
- Vielauer Kirmes
- ADMV Classic Cup auf dem August-Horch-Ring Reinsdorf
- ADMV Sachsen Rallye
- Sommerfest Gartenanlage „Glück-Auf“
- Sommerfest KGA „Erholung“ OT Vielau
- Reinsdorfer Adventsmusik

### Freizeit
Das gut ausgebaute Wegenetz lädt zum Wandern und Radfahren ein. Der historische Fahrweg des Ortsteiles Reinsdorf, die „Wiesenaue“, ist auf der gesamten Länge von etwa 8 km als Radweg ausgebaut und verbindet vor allem die Bauerngehöfte im Ort, aber auch kommunale und Infrastruktureinrichtungen wie Schulen, Rathaus, Bibliothek, Seniorenheim, Behindertenwohnheim und -werkstatt, Kirche, die Wohngebiete und führt zum Mühlrad am Klingenbach.
Im Oberdorf des Ortsteiles Reinsdorf befindet sich ein Reiterhof.
Daneben laden der Friedrichsgrüner Park, die Vielauer Brauerei, das Herrenhaus Vielau, das Heimat- und Bergbaumuseum in Reinsdorf sowie das Haus der Entdecker in Friedrichsgrün zum Besuch ein. Im Ortsteil Reinsdorf befindet sich außerdem eine Mountainbikestrecke.

## Wirtschaft und Infrastruktur

### Verkehr
Reinsdorf liegt an der Anschlussstelle Zwickau-Ost der A 72 (Chemnitz – Hof). Durch den Ort führen die Staatsstraßen 283 (Zwickau in Richtung Hartenstein mit Anschluss an die A 72) sowie die S 277 (Vielau zur B 93 in Wilkau-Haßlau). Eine Verbindung zur B 173 wurde 2009 fertiggestellt. Von hier aus kann die B 93 am VW-Werk in Mosel mit Anschluss an die A 4 (Dresden – Erfurt) direkt erreicht werden. Die Linie 135 des Regionalverkehrs Westsachsen (im Verkehrsverbund Mittelsachsen) führt von Zwickau über Reinsdorf, Friedrichsgrün und Vielau nach Wilkau-Haßlau. Außerdem durchfahren auch die Linien 141 (Zwickau – Hartenstein) und 157 (Hartenstein – Wilkau-Haßlau) die Ortsteile von Reinsdorf.

### Ausstattung
Nach 1990 wurden in Reinsdorf und Friedrichsgrün Gewerbegebiete ausgewiesen. Daneben existieren neu erschlossene Wohngebiete in allen drei Ortsteilen.
In Reinsdorf ist nahezu flächendeckend Versorgung mit Erdgas, Breitband und DSL möglich. Der Ort ist an eine zentrale Abwasserbehandlung angeschlossen.
Innerörtliche Straßen und Wegeverbindungen befinden sich in gutem bis sehr gutem Ausbauzustand.
In der Ortsmitte des Ortsteiles Reinsdorf befindet sich ein 2004 erbautes Seniorenheim. Daneben existiert ein Wohnheim für Behinderte und eine Werkstatt für Behinderte des Lebenshilfe Sachsen e. V. Die Ortsteile verfügen über kommunale Bibliotheken, niedergelassene Ärzte und Zahnärzte und Verkaufsstellen für Waren des täglichen Bedarfs.

### Bildung

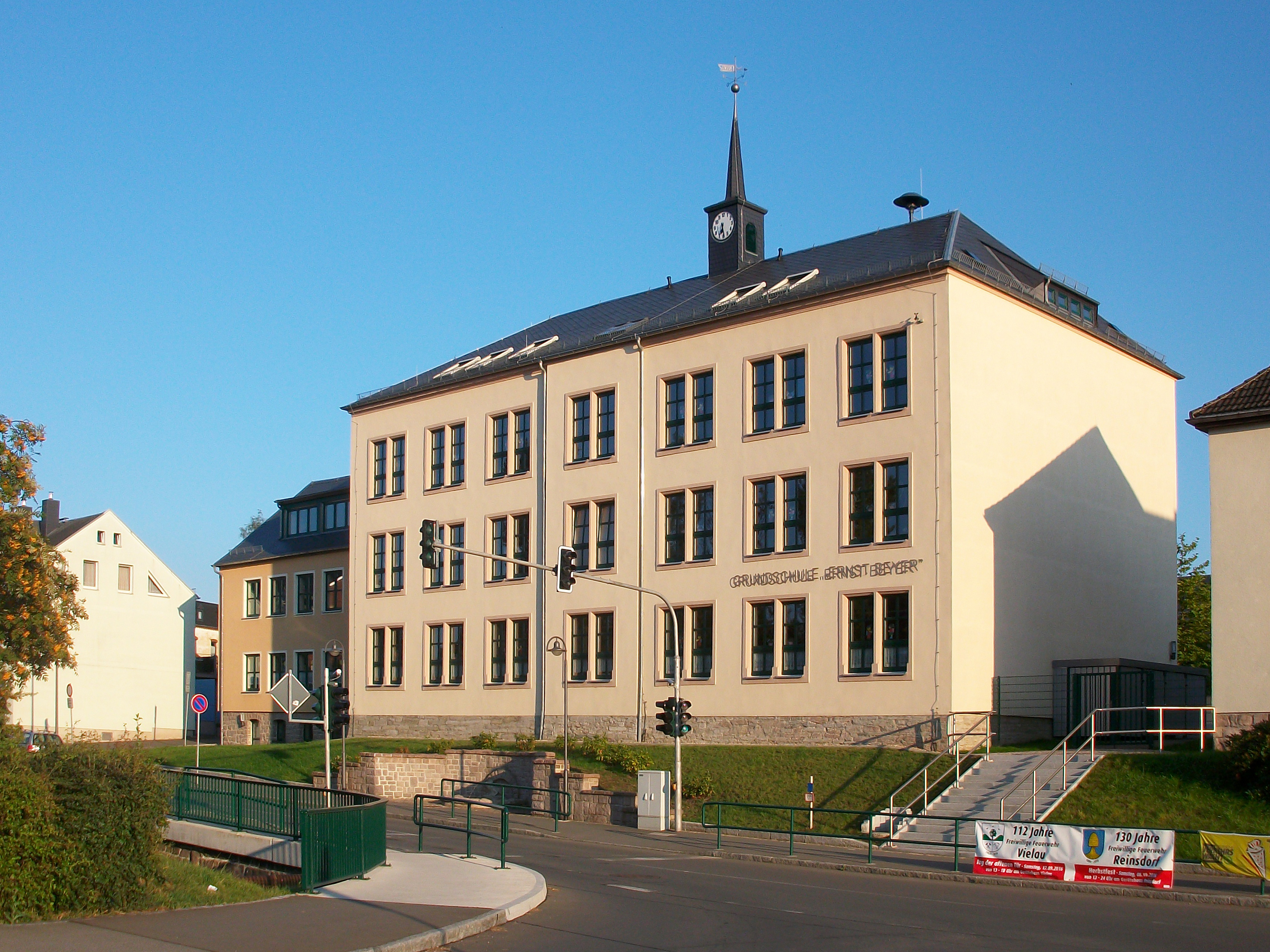
Ernst-Beyer-Grundschule Vielau

Die zentrale Grundschule Ernst Beyer befindet sich im Ortsteil Vielau. Reinsdorf ist Standort der „Internationalen Oberschule Reinsdorf“ und des „Internationalen Gymnasiums Reinsdorf“, beide sind sprach-, medien- und wirtschaftsorientiert und in freier Trägerschaft.

### Öffentliche Einrichtungen
- Tierheim des ehemaligen Landkreises Zwickauer Land im Ortsteil Vielau

### Ansässige Unternehmen
- Briefzentrum der Deutschen Post AG
- Linamar Motorkomponenten GmbH[12]
- weitere Unternehmen von regionaler und überregionaler Bedeutung sowie zahlreiche Handwerksbetriebe
- Windpark Vielau (in Bau)

### Medien
- Television Zwickau ist ein Regionalsender mit ehemaligen Sitz und Sendemast in Reinsdorf.
- Es erscheint die Chemnitzer „Freie Presse“ mit der Lokalausgabe Zwickau.
- „Blick“ und „Wochenspiegel“ sind kostenlose wöchentliche Infomagazine.
- Das wöchentlich erscheinende Reinsdorfer Gemeindeblatt dient als kommunales amtliches Mitteilungsblatt.

## Persönlichkeiten

### Söhne und Töchter der Gemeinde
- Johann Neuber (* 1697 in Reinsdorf; † 1759 in Dresden); Schauspieler und Ehemann der Neuberin
- Christian Weiß (* 1718 in Reinsdorf), übernimmt 1739 und 1741 je ein Viertel-Bauerngut in Reinsdorf und wird in der Geschichte Sachsens als Initiator des Kleeanbaus angeführt[13]
- Johann Adolf Ludwig Werner (* 1794 in Vielau; † 1866 in Dessau), Lehrer, ihm lag die sportliche Ertüchtigung der Jugend am Herzen.
- Ernst Beyer (* 1855 in Vielau; † 1927 in Leipzig), Schulrat in Leipzig, der sich für die Belange der sächsischen Lehrerschaft einsetzte. Nach ihm ist die Grundschule benannt.
- Ernst Stiehler (* 1887 in Vielau; † nach 1939), Politiker (NSDAP)
- Walter Loos (* 1892 in Reinsdorf; † nach 1935), KZ-Kommandant (NSDAP, SS)
- Paul Unterstab (* 1895 in Reinsdorf; † 1944), Politiker (NSDAP)
- Erich Kunz (* 1897 in Vielau; † 1939), Politiker (NSDAP)
- Walter Elsner (* 1901 in Reinsdorf; † 1945), Kommunalpolitiker und Parteifunktionär (NSDAP)
- Arno Schüller (* 1908 in Friedrichsgrün; † 1963 in Heidelberg), Professor für Petrografie und Mineralogie
- Helmut Möckel (* 1909 in Vielau; † 1945 in Darmstadt), Stabsführer der HJ, Stellvertreter des Reichsjugendführers und Mitglied des Reichstags
- Heinz Arnold (* 1920 in Reinsdorf; † 2000 in Chemnitz), Politiker (SED), Vorsitzender des Rates des Bezirkes Karl-Marx-Stadt
- Eberhart Schubert (* 1927 in Reinsdorf; † 2020), Betriebswirt und Hochschullehrer
- Gerhard Tautenhahn (* 1929 in Vielau; † 2018), Minister für Allgemeinen Maschinen-, Landmaschinen- und Fahrzeugbau der DDR
- Harald Hellmich (* 1931 in Reinsdorf), Maler und Grafiker
- Paul Eberhard Kreisel (* 1931 in Vielau; † 2011), Kirchenmusiker und Komponist
- Lothar Starke (1938–2011), Urologe und Politiker
- Volkmar Weiss (* 1944), Eltern und Großeltern usw. lebten in Reinsdorf; er wurde auch in Reinsdorf eingeschult[14][15]
- Eveline Klett (* 1949 in Vielau), Politikerin (SED), Mitglied des Staatsrates der DDR
- Steffen Basho-Junghans (* 1953 in Vielau; † 2022), Gitarrist und Songwriter
- Jens Bernd Hugel (* 1985 in Zwickau, aufgewachsen in Friedrichsgrün), Weingroßhändler & -Importeur

### Personen mit Bezug zum Ort
- Florentin Kästner (* 1832 in Bockwa; † 1885 in Zwickau), Steinkohlenwerksbesitzer zu Oberhohndorf und Reinsdorf. Das Steinkohlenwerk Florentin Kästner spielte ab 1869[16] eine wichtige Rolle für die wirtschaftliche Entwicklung Reinsdorfs.
- Harald Fritzsch (1943–2022), theoretischer Physiker